# Vincent Damphousse
Pour les articles homonymes, voir Damphousse.
Vincent Damphousse (né le 17 décembre 1967 à Montréal, dans la province de Québec au Canada) est un joueur professionnel canadien de hockey sur glace devenu analyste hockey pour la télévision.

## Biographie
Il fut choisi par les Maple Leafs de Toronto lors de la première ronde, 6e au total, au cours du repêchage d'entrée amateur de la Ligue nationale de hockey en 1986. Il est échangé aux Oilers d'Edmonton en 1991.
Après avoir complété la saison 1991-1992 avec les Oilers, il fut échangé aux Canadiens de Montréal avec qui il a remporté la Coupe Stanley en 1992-1993. En 1999, il est échangé aux Sharks de San José. En 2004, il signe à titre d'agent libre avec l'Avalanche du Colorado. En raison du lock-out, il n'aura jamais joué pour cette équipe. Il met un terme à sa carrière professionnelle en 2005 à l'âge de 37 ans. Il est maintenant analyste hockey pour le Réseau des sports.

## Statistiques de carrière
| Saison     | Équipe                 | Ligue      |       | Saison régulière | Saison régulière | Saison régulière | Saison régulière | Saison régulière |    | Séries éliminatoires | Séries éliminatoires | Séries éliminatoires | Séries éliminatoires | Séries éliminatoires |
| Saison     | Équipe                 | Ligue      | PJ    | B                | A                | Pts              | Pun              | PJ               | B  | A                    | Pts                  | Pun                  |                      |                      |
| 1983-1984  | Voisins de Laval       | LHJMQ      | 66    | 29               | 36               | 65               | 25               | 12               | 5  | 3                    | 8                    | 4                    |                      |                      |
| 1984-1985  | Voisins de Laval       | LHJMQ      | 68    | 35               | 68               | 103              | 62               | -                | -  | -                    | -                    | -                    |                      |                      |
| 1985-1986  | Titan de Laval         | LHJMQ      | 69    | 45               | 110              | 155              | 70               | 14               | 9  | 28                   | 37                   | 12                   |                      |                      |
| 1986-1987  | Maple Leafs de Toronto | LNH        | 80    | 21               | 25               | 46               | 26               | 12               | 1  | 5                    | 6                    | 8                    |                      |                      |
| 1987-1988  | Maple Leafs de Toronto | LNH        | 75    | 12               | 36               | 48               | 40               | 6                | 0  | 1                    | 1                    | 10                   |                      |                      |
| 1988-1989  | Maple Leafs de Toronto | LNH        | 80    | 26               | 42               | 68               | 75               | -                | -  | -                    | -                    | -                    |                      |                      |
| 1989-1990  | Maple Leafs de Toronto | LNH        | 80    | 33               | 61               | 94               | 56               | 5                | 0  | 2                    | 2                    | 2                    |                      |                      |
| 1990-1991  | Maple Leafs de Toronto | LNH        | 79    | 26               | 47               | 73               | 65               | -                | -  | -                    | -                    | -                    |                      |                      |
| 1991-1992  | Oilers d'Edmonton      | LNH        | 80    | 38               | 51               | 89               | 53               | 16               | 6  | 8                    | 14                   | 8                    |                      |                      |
| 1992-1993  | Canadiens de Montréal  | LNH        | 84    | 39               | 58               | 97               | 98               | 20               | 11 | 12                   | 23                   | 16                   |                      |                      |
| 1993-1994  | Canadiens de Montréal  | LNH        | 84    | 40               | 51               | 91               | 75               | 7                | 1  | 2                    | 3                    | 8                    |                      |                      |
| 1994-1995  | Canadiens de Montréal  | LNH        | 48    | 10               | 30               | 40               | 42               | -                | -  | -                    | -                    | -                    |                      |                      |
| 1994-1995  | EC Ratingen            | DEL        | 11    | 5                | 7                | 12               | 24               | -                | -  | -                    | -                    | -                    |                      |                      |
| 1995-1996  | Canadiens de Montréal  | LNH        | 80    | 38               | 56               | 94               | 158              | 6                | 4  | 4                    | 8                    | 0                    |                      |                      |
| 1996-1997  | Canadiens de Montréal  | LNH        | 82    | 27               | 54               | 81               | 82               | 5                | 0  | 0                    | 0                    | 2                    |                      |                      |
| 1997-1998  | Canadiens de Montréal  | LNH        | 76    | 18               | 41               | 59               | 58               | 10               | 3  | 6                    | 9                    | 22                   |                      |                      |
| 1998-1999  | Canadiens de Montréal  | LNH        | 65    | 12               | 24               | 36               | 46               | -                | -  | -                    | -                    | -                    |                      |                      |
| 1998-1999  | Sharks de San José     | LNH        | 12    | 7                | 6                | 13               | 4                | 6                | 3  | 2                    | 5                    | 6                    |                      |                      |
| 1999-2000  | Sharks de San José     | LNH        | 82    | 21               | 49               | 70               | 58               | 12               | 1  | 7                    | 8                    | 16                   |                      |                      |
| 2000-2001  | Sharks de San José     | LNH        | 45    | 9                | 37               | 46               | 62               | 6                | 2  | 1                    | 3                    | 14                   |                      |                      |
| 2001-2002  | Sharks de San José     | LNH        | 82    | 20               | 38               | 58               | 60               | 12               | 2  | 6                    | 8                    | 12                   |                      |                      |
| 2002-2003  | Sharks de San José     | LNH        | 82    | 23               | 38               | 61               | 66               | -                | -  | -                    | -                    | -                    |                      |                      |
| 2003-2004  | Sharks de San José     | LNH        | 82    | 12               | 29               | 41               | 66               | 17               | 7  | 7                    | 14                   | 20                   |                      |                      |
| Totaux LNH | Totaux LNH             | Totaux LNH | 1 378 | 432              | 773              | 1 205            | 1 190            | 140              | 41 | 63                   | 104                  | 144                  |                      |                      |

## Honneurs et distinction
- A participé aux Matchs des étoiles de la LNH en 1991, 1992 et 2002
- Fut nommé joueur le plus utile du Match des étoiles de 1991 en ayant notamment marqué 4 buts.
- Fut élu dans la deuxième équipe d'étoiles de la LHMJQ en 1985
- A gagné la Coupe Stanley avec les Canadiens de Montréal en 1993

## Vie personnelle
Damphousse a été dans une publicité télévisée, dans les années 1990, pour le shampooing, Head and Shoulders.